# Hen Wlad fy Nhadau
Le Hen Wlad fy Nhadau (vieux pays de mes ancêtres) est l'hymne national gallois. Selon la tradition, il aurait été écrit par Evan James (1809—1878, Ieuan ab Iago de son nom bardique) et composé par son fils James James (1833—1902, Iago ab Ieuan) en janvier 1856.
L'hymne breton Bro gozh ma zadoù et l'hymne cornouaillais Bro Goth Agan Tasow se chantent sur le même air et comportent de nombreuses similitudes dans les paroles.

## Genèse
Selon la légende, James James aurait imaginé l'air de la chanson tandis qu'il se promenait sur les rives de la Rhondda. En le chantant à son père, ce dernier en écrivit les paroles. Initialement appelé Glan Rhondda (« les rives de la Rhondda »), elle fut jouée pour la première fois en janvier ou février 1856 à la chapelle de Capel Tabor par une chanteuse appelée Elizabeth John.

## Popularité
En 1858 eut lieu l'Eisteddfod (un festival celtique) à Llangollen qui contribua au succès de l'hymne. Thomas Llewellyn gagna une compétition pour un recueil de chants gallois inédits qui contenait Glan Rhondda. L'arbitre du concours, Owain Alaw (John Owen, 1821—1883) demanda l'autorisation d'inclure Glan Rhondda dans son propre recueil, Gems of Welsh Melody (1860—1864). La chanson reçut alors son titre de Hen Wlad fy Nhadau et fut vendue en de nombreux exemplaires.
En 1874, à l'Eisteddfod de Bangor, Mae Wlad fy Nhadau fut chanté par Robert Rees (Eos Morlais de son nom bardique), un célèbre soliste gallois de l'époque. Cela contribua encore plus au succès de l'hymne et il commença à être chanté dans les réunions patriotiques et à être véritablement perçu comme hymne national.
Le 11 mars 1899, il fut l'une des toutes premières chansons galloises à être chantées sur gramophone, par Madge Breese.
La musique de ce chant est reprise en Bretagne par un pasteur gallois qui compose alors les paroles d'un cantique en breton. Ce cantique inspirera le barde breton François Jaffrennou (Taldir de son nom bardique) qui recompose des paroles à la gloire de la Bretagne et appelle ce chant  Bro Goz va Zadou (« Vieux pays de mes pères »). Cette version, musique galloise et paroles de Taldir, acquiert progressivement une telle popularité qu'en 1903 elle est choisie par l'Union Régionaliste de Bretagne comme « chant national ».
Une version de Hen Wlad Fy Nhadau existe avec des paroles en cornique : Bro Goth agan Tasow (« Vieux pays de mes pères »).

## Statut d'hymne national
Bien qu'il ne soit pas reconnu officiellement ou juridiquement comme hymne national, Hen wlad fy nhadau est néanmoins accepté comme tel lors des manifestations galloises. Il est notamment chanté lors des manifestations sportives, exclusivement en gallois. On ne chante en général que le premier couplet et le refrain.

## Paroles
| Texte original | Traduction |
| --- | --- |
| Mae hen wlad fy nhadau yn annwyl i mi, Gwlad beirdd a chantorion, enwogion o fri; Ei gwrol ryfelwyr, gwladgarwyr tra mad, Tros ryddid collasant eu gwaed. Gwlad! Gwlad! pleidiol wyf i'm gwlad Tra môr yn fur i'r bur hoff bau, O bydded i'r hen iaith barhau. Hen Gymru fynyddig, paradwys y bardd, Pob dyffryn, pob clogwyn i'm golwg sydd hardd; Trwy deimlad gwladgarol, mor swynol yw si Ei nentydd, afonydd i mi. Gwlad! Gwlad! pleidiol wyf i'm gwlad Tra môr yn fur i'r bur hoff bau, O bydded i'r hen iaith barhau. Os treisiodd y gelyn fy ngwlad dan ei droed, Mae hen iaith y Cymry mor fyw ag erioed, Ni luddiwyd yr awen gan erchyll law brad, Na thelyn berseiniol fy ngwlad. Gwlad! Gwlad! pleidiol wyf im gwlad Tra mor yn fur, i'r bur hoff bau, O bydded i'r heniaith barhau. | La terre de mes ancêtres m'est chère, Terre de poètes et de chanteurs, d'hommes illustres et d'honneur, De braves guerriers, si nobles et si vaillants, Qui versèrent leur sang pour la liberté. Patrie ! Patrie ! Je suis fidèle à ma patrie. Tandis que les mers protègent la pureté de mon pays, Oh, puisse la langue ancienne être éternelle ! Vieux pays de Galles montagnard, paradis du barde, La vue de chaque vallée, chaque falaise m'est belle. Par l'amour de mon pays, fascinant est le murmure De ses fleuves et de ses rivières pour moi. Patrie ! Patrie ! Je suis fidèle à ma patrie. Tandis que les mers protègent la pureté de mon pays, Oh, puisse la langue ancienne être éternelle ! Même si l'ennemi foule mon pays de ses pas, La vieille langue des Gallois reste vivante, Le don poétique n'est pas entravé par la main hideuse du traître, Ni la mélodieuse harpe de mon pays. Patrie ! Patrie ! Je suis fidèle à ma patrie. Tandis que les mers protègent la pureté de mon pays, Oh, puisse la langue ancienne être éternelle ! |